# میهو واتایا
میهو واتایا (انگلیسی: Miho Wataya؛ زادهٔ August 26) بازیگر، و صداپیشه اهل ژاپن است.